# 1276 âmes
1276 âmes est le dix-huitième album de la série de bande dessinée La Jeunesse de Blueberry de François Corteggiani (scénario), Michel Blanc-Dumont (dessin) et Claudine Blanc-Dumont (couleurs). Il a été publié en 2009.

## Résumé
Blueberry est envoyé en mission pour mettre fin aux tueries commandées par un « chef de secte se prétendant pasteur », lequel se venge d'un massacre perpétré par une unité de l'armée nordiste. Blueberry devra aussi affronter des militaires envoyés par un général qui ne souhaite pas que sa nièce soit libérée par la secte.

## Personnages principaux
- Blueberry : lieutenant de cavalerie envoyé en mission pour mettre fin aux tueries commandées par un « illuminé »[1].
- Jim Thompson : « chef de secte se prétendant pasteur[1] ».
- Baumhoffer : agent au service de l'agence Pinkerton.
- général Sheridan : militaire américain dont la nièce a été enlevée par la secte de Thompson et qui agit activement pour faire échouer la mission de Blueberry.